# 多侍站
多侍站（：／ Dasi yeok */?）是位于韩国全罗南道罗州市多侍面多侍路的一个车站，属于湖南线。

## 历史
- 1931年8月1日 - 落成使用。

## 相鄰車站
韓國鐵道公社
湖南線
羅州－多侍－古幕院